# 세이니

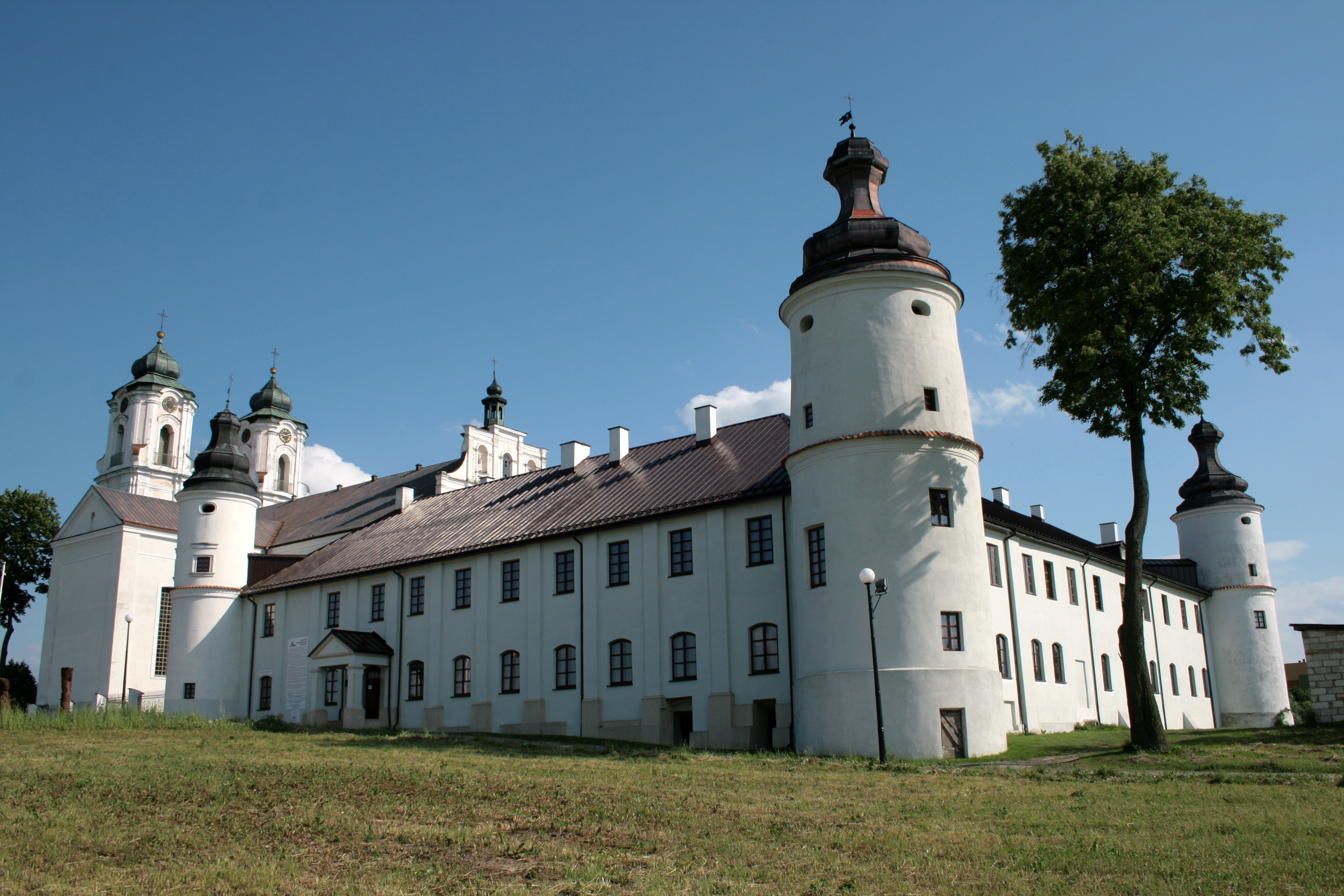
세이니의 수도원

세이니(폴란드어: Sejny)는 폴란드 포들라스키에주에 위치한 도시로 면적은 4.49km2, 인구는 5,934명(2006년 기준), 인구 밀도는 1,300명/km2이다. 리투아니아, 벨라루스 국경과 가까운 편이다.

시기
시 문장